# 효사정
효사정(孝思亭)은 서울특별시 동작구 흑석동에 있는 조선시대의 정자이다. 세종 대에 한성부윤과 우의정을 지냈던 노한(1376 ~ 1443)의 별서(別墅)이며 모친에 대한 그리움을 담아 지금의 한강변에 세워진 정자이다.
원래 세워진 정자는 일제강점기 당시 일제가 한강신사를 세울 목적으로 소실되었으며 흑석동 지역의 개발화로 정자 자리에는 현재 원불교소태산기념관이 세워졌으며 현존하는 정자는 1993년에 복원한 것으로 원래 자리보다 서쪽으로 옮겨진 것이다.
정자의 이름은 노한의 동서인 이조판서를 지낸 강석덕이 붙였으며 그의 아들인 강희맹이 효사정기(孝思亭記)를 남기게 되었다.
서울특별시 우수조망명소로 선정되었으며 그 아래 입구에는 한국 전쟁 당시 참전했던 학도병들을 추모하는 추모비가 있다.

## 같이 보기
- 노한
- 강희맹